# Lacanobia brunneomaculata
Lacanobia brunneomaculata là một loài bướm đêm trong họ Noctuidae.